# Брагиш, Дмитрий Петрович
Дми́трий Петро́вич Бра́гиш (рум. Dumitru Braghiș; род. 28 декабря 1957, с. Гратиешты, Молдавская ССР, СССР) — молдавский государственный и политический деятель, дипломат. Премьер-министр Республики Молдова (1999—2001).
Посол Республики Молдова в Китайской Народной Республике и посол Республики Молдова в Социалистической Республике Вьетнам по совместительству (с 3 июля 2020 года).

## Биография
Дмитрий Брагиш родился 28 декабря 1957 года в селе Гратиешты в крестьянской семье.

### Образование
Окончил Кишинёвский Политехнический институт, энергетический факультет, диплом с отличием, по специальности инженер-энергетик в 1980 году.

### Профессиональная деятельность
- В 1980—1981 годах — инженер-конструктор Кишинёвского тракторного завода.
- В 1981—1992 годах — различные должности в системе партийных и комсомольских органов: инструктор ЦК КП Молдавии, Первый секретарь ЦК ЛКСМ Молдавии и секретарь ЦК ВЛКСМ.
- В 1989—1991 годах — народный депутат СССР.
- В 1992—1995 годах — заместитель Генерального Директора Молдавской внешнеторговой фирмы «Moldova EXIM».
- В 1995—1997 годах — генеральный директор Департамента внешних экономических связей Министерства экономики Республики Молдова.
- В 1997—1998 годах — заместитель министра экономики и реформ Республики Молдова[1].
- В 1998—1999 годах — первый заместитель министра экономики и реформ Республики Молдова[2][3].
- В 1999—2001 годах — премьер-министр Республики Молдова[4][5].
- В 2001—2009 годах — депутат Парламента Республики Молдова[6][7].
- В 2009—2011 годах — консультант «Univers-Moldova SRL».
- В 2011—2012 годах — директор «Vimax Consulting SRL».
- В 2012—2013 годах — заместитель Генерального директора «Accent Electronic SA».
- В 2013 году — генеральный директор «UTI Systems International» SRL.
- В 2015—2017 годах — чрезвычайный и полномочный посол Республики Молдова в России[8].
- В 2016—2017 годах — чрезвычайный и полномочный посол Республики Молдова в Таджикистане, Казахстане и Кыргызстане[9][10][11].
- С 2020 года — чрезвычайный и полномочный посол Республики Молдова в Китае и во Вьетнаме[12][13].

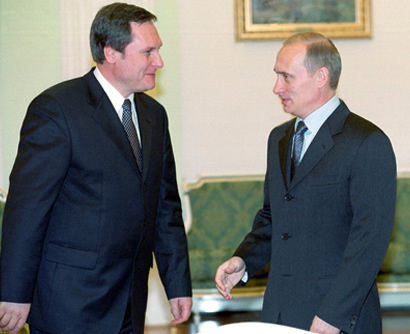
Премьер-министр РМ Дмитрий Брагиш (слева) и Президент РФ Владимир Путин (справа) 16 января 2001 года

### Политическая деятельность
- На досрочных парламентских выборах 2001 года баллотировался по спискам блока «Альянс Брагиша», который он возглавлял. Блок набрал 13,36 % голосов и получил 19 мест в парламенте, благодаря чему Дмитрий Брагиш стал депутатом.
- На президентских выборах 2001 года баллотировался на должность президента Республики Молдова, но получил только 15 голосов со стороны депутатов Парламента Республики Молдова из 61 необходимого голоса, проиграв Владимиру Воронину.
- В рамках 4-го Съезда Партии социальной демократии «Furnica» (ПСДФ) от 15 декабря 2001 года было принято решение о переименовании политформирования в Социал-демократический альянс Молдовы (СДАМ), а Дмитрий Брагиш был избран председателем партии.
- 19 июля 2003 года Социал-демократический альянс Молдовы (СДАМ) наряду с Либеральной партией (ЛП) и Альянсом независимых Республики Молдова (АНРМ) провели слияние между собой, создав Альянс «Наша Молдова» (АНМ). Бывший председатель Социал-демократического альянса Молдовы Дмитрий Брагиш стал впоследствии со-председателем-координатором Альянса «Наша Молдова».
- На парламентских выборах 2005 года баллотировался по спискам блока «Демократическая Молдова». Блок набрал 28,53 % голосов и получил 34 мест в парламенте, благодаря чему Дмитрий Брагиш стал депутатом.
- Баллотировался на должность генерального примара (мэра) Кишинёва на выборах 2005 года, проводимых 10 июля, в качестве независимого кандидата, набрав в первом туре 32 126 голосов и 20,65 %, заняв второе место в первом туре, однако выборы были признаны несостоявшимися из-за низкой явки избирателей, и второй тур не состоялся. После несостоявшихся выборов Дмитрий Брагиш не участвовал в повторных выборах.
- 14 июня 2006 года возглавил Партию социальной демократии Молдовы (ПСДМ).
- Баллотировался на должность генерального примара Кишинёва на выборах 2007 года от ПСДМ, набрав в первом туре 17 056 голосов и 7,95 %, заняв 5-е место, таким образом, не пройдя во второй тур.
- 22 декабря 2007 года Партия социальной демократии Молдовы слилась с Социал-демократической партией, а Дмитрий Брагиш стал председателем СДП.
- На парламентских выборах 2009 года баллотировался по спискам СДП. Партия набрала 3,70 % голосов и не смогла пройти порог в 6 %, из-за чего Брагиш депутатом не стал.
- На парламентских выборах 2009 года баллотировался по спискам СДП. Партия набрала 1,86 % голосов и не смогла пройти порог в 5 %, из-за чего Дмитрий Брагиш не стал депутатом.

## Правительство Брагиша
| Должность                                                     | Имя              | Партия       | Дата назначения | Дата освобождения |
| ------------------------------------------------------------- | ---------------- | ------------ | --------------- | ----------------- |
| Премьер-министр                                               | Дмитрий Брагиш   | Беспартийный | 21 декабря 1999 | 19 апреля 2001    |
| Вице-премьер-министры                                         |                  |              |                 |                   |
| Вице-премьер-министр, Министр экономики и реформ              | Евгений Шлопак   | Беспартийные | 21 декабря 1999 | 15 марта 2000     |
| Вице-премьер-министр, Министр экономики и реформ              | Андрей Куку      | Беспартийные | 15 марта 2000   | 19 апреля 2001    |
| Вице-премьер-министр                                          | Валерий Косарчук | Беспартийные | 21 декабря 1999 | 19 апреля 2001    |
| Вице-премьер-министр                                          | Лидия Гуцу       | Беспартийные | 21 декабря 1999 | 19 апреля 2001    |
| Министры                                                      |                  |              |                 |                   |
| Министр иностранных дел                                       | Николай Тэбэкару | Беспартийные | 21 декабря 1999 | 23 ноября 2000    |
| Министр иностранных дел                                       | Николай Черномаз | Беспартийные | 23 ноября 2000  | 19 апреля 2001    |
| Министр промышленности и энергетики                           | Ион Лешану       | Беспартийные | 21 декабря 1999 | 19 апреля 2001    |
| Министр финансов                                              | Михаил Маноли    | Беспартийные | 21 декабря 1999 | 19 апреля 2001    |
| Министр сельского хозяйства и перерабатывающей промышленности | Ион Руссу        | Беспартийные | 21 декабря 1999 | 19 апреля 2001    |
| Министр транспорта и связи                                    | Афанасий Смокин  | Беспартийные | 21 декабря 1999 | 19 апреля 2001    |
| Министр окружающей среды и благоустройства территорий         | Аркадий Капчеля  | Беспартийные | 21 декабря 1999 | 5 сентября 2000   |
| Министр окружающей среды и благоустройства территорий         | Ион Рэйляну      | Беспартийные | 5 сентября 2000 | 19 апреля 2001    |
| Министр просвещения и науки                                   | Ион Гуцу         | Беспартийные | 21 декабря 1999 | 22 ноября 2000    |
| Министр просвещения и науки                                   | Илья Ванча       | Беспартийные | 22 ноября 2000  | 19 апреля 2001    |
| Министр культуры                                              | Геннадий Чобану  | Беспартийные | 21 декабря 1999 | 19 апреля 2001    |
| Министр труда, социальной защиты и семьи                      | Валериан Ревенко | Беспартийные | 21 декабря 1999 | 19 апреля 2001    |
| Министр здравоохранения                                       | Василий Параска  | Беспартийные | 21 декабря 1999 | 19 апреля 2001    |
| Министр юстиции                                               | Валерия Штербец  | Беспартийные | 21 декабря 1999 | 19 апреля 2001    |
| Министр внутренних дел                                        | Владимир Цуркан  | Беспартийные | 21 декабря 1999 | 19 апреля 2001    |
| Министр обороны                                               | Борис Гэмурарь   | Беспартийные | 21 декабря 1999 | 19 апреля 2001    |
| Члены правительства по должности                              |                  |              |                 |                   |
| Генеральный примар муниципия Кишинёв                          | Серафим Урекян   | Беспартийные | 21 декабря 1999 | 19 апреля 2001    |
| Башкан Гагаузии                                               | Дмитрий Кройтор  | Беспартийные | 21 декабря 1999 | 19 апреля 2001    |

## Награды
- 27 августа 2017 года Дмитрий Брагиш был награждён Орденом Республики[14].

## Семья
Женат, есть ребёнок.